# Mongewell
Mongewell – wieś w Anglii, w hrabstwie Oxfordshire, w dystrykcie South Oxfordshire, w civil parish Crowmarsh. Leży 20 km od miasta Oksford. W 1931 roku civil parish liczyła 129 mieszkańców. Mongewell jest wspomniana w Domesday Book (1086) jako Mongewel.